# La Madeleine-Bouvet
Pour les articles homonymes, voir La Madeleine et Bouvet.
La Madeleine-Bouvet est une commune française, située dans le département de l'Orne en région Normandie, peuplée de 416 habitants.

## Géographie
La commune est au cœur du Perche, à l'est du Perche ornais. Son bourg est à 9 km à l'ouest de La Loupe, à 13 km à l'est de Rémalard, à 15 km au sud-est de Longny-au-Perche et à 17 km au sud-est de Senonches.
| Moutiers-au-Perche | Moutiers-au-Perche  | Le Pas-Saint-l'Homer               |
| Moutiers-au-Perche | La Madeleine-Bouvet | Le Pas-Saint-l'Homer, Bretoncelles |
| Bretoncelles       | Bretoncelles        | Bretoncelles                       |

### Hydrographie
La commune est située dans le bassin Loire-Bretagne. Elle est drainée par la Corbionne, la Donnette et  et un autre petit cours d'eau,.
La Corbionne, d'une longueur de 25 km, prend sa source dans la commune de Longny les Villages et se jette  dans l'Huisne à Sablons sur Huisne, après avoir traversé six communes. Les caractéristiques hydrologiques de la Corbionne sont données par la station hydrologique située sur la commune de Bretoncelles. Le débit moyen mensuel est de 0,971 m3/s. Le débit moyen journalier maximum est de 8,79 m3/s, atteint lors de la crue du 2 mars 2020. Le débit instantané maximal est quant à lui de 12,7 m3/s, atteint le 23 février 2024.
La Donnette, d'une longueur de 11 km, prend sa source dans la commune du Pas-Saint-l'Homer et se jette  dans la Corbionne à Bretoncelles, après avoir traversé cinq communes. 

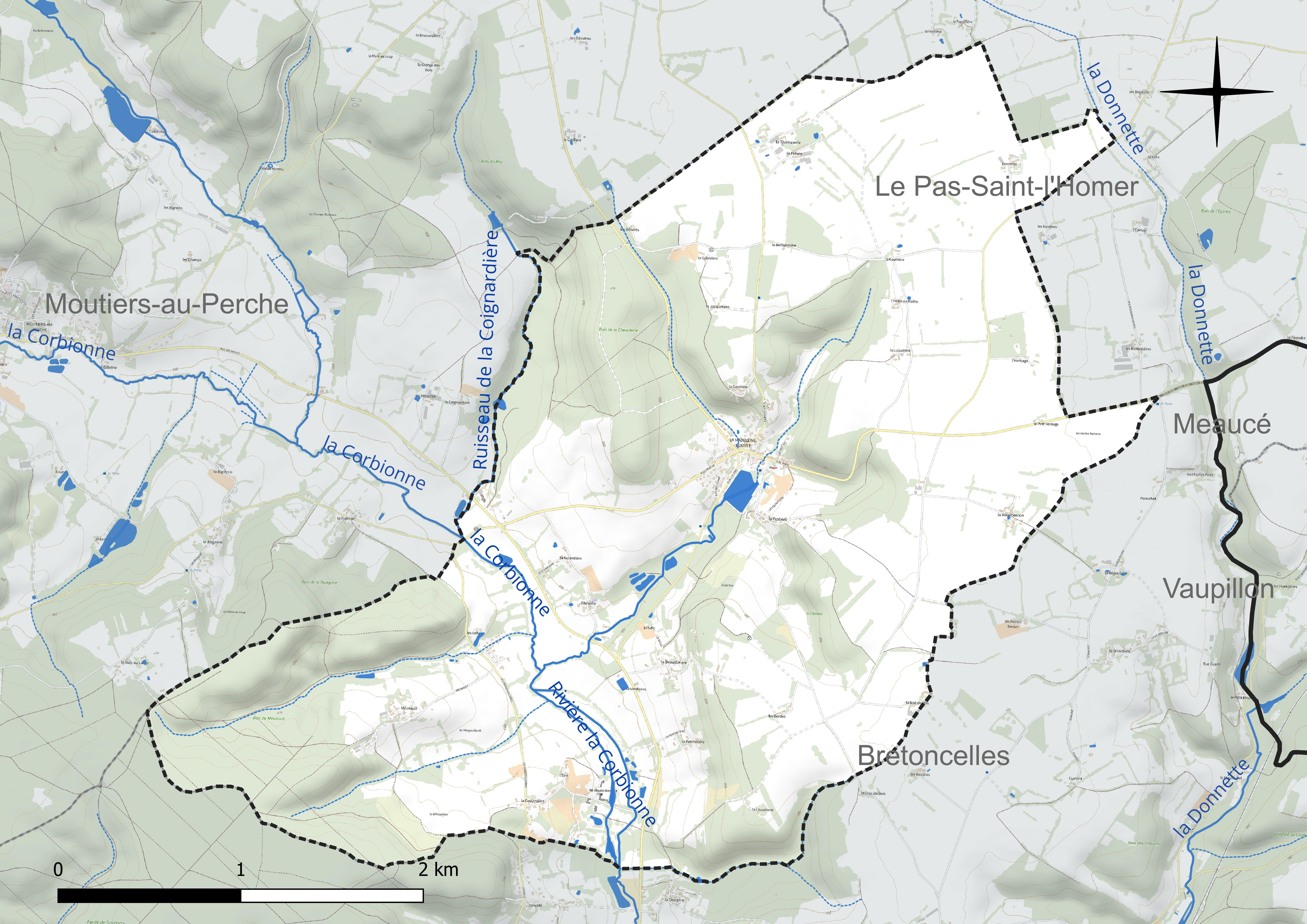
Réseau hydrographique de la Madeleine-Bouvet.

### Climat
Pour des articles plus généraux, voir Climat de la Normandie et Climat de l'Orne.
En 2010, le climat de la commune est de type climat océanique dégradé des plaines du Centre et du Nord, selon une étude du CNRS s'appuyant sur une série de données couvrant la période 1971-2000. En 2020, Météo-France publie une typologie des climats de la France métropolitaine dans laquelle la commune est exposée à un climat océanique altéré et est dans la région climatique Normandie (Cotentin, Orne), caractérisée par une pluviométrie relativement élevée (850 mm/a) et un été frais (15,5 °C) et venté. Parallèlement le GIEC normand, un groupe régional d’experts sur le climat, différencie quant à lui, dans une étude de 2020, trois grands types de climats pour la région Normandie, nuancés à une échelle plus fine par les facteurs géographiques locaux. La commune est, selon ce zonage, exposée à un « climat contrasté des collines », correspondant au Pays d'Ouche et au Perche et bénéficiant d’un caractère continental affirmé avec des précipitations atténuées et des amplitudes thermiques fortes.
Pour la période 1971-2000, la température annuelle moyenne est de 10,5 °C, avec une amplitude thermique annuelle de 14 °C. Le cumul annuel moyen de précipitations est de 765 mm, avec 12,4 jours de précipitations en janvier et 8 jours en juillet. Pour la période 1991-2020, la température moyenne annuelle observée sur la station météorologique la plus proche, située sur la commune de La Loupe à 8 km à vol d'oiseau, est de 11,0 °C et le cumul annuel moyen de précipitations est de 718,0 mm,. Pour l'avenir, les paramètres climatiques de la commune estimés pour 2050 selon différents scénarios d’émission de gaz à effet de serre sont consultables sur un site dédié publié par Météo-France en novembre 2022.

## Urbanisme

### Typologie
Au 1er janvier 2024, La Madeleine-Bouvet est catégorisée commune rurale à habitat dispersé, selon la nouvelle grille communale de densité à sept niveaux définie par l'Insee en 2022. Elle est située hors unité urbaine et hors attraction des villes,.

### Occupation des sols
L'occupation des sols de la commune, telle qu'elle ressort de la base de données européenne d’occupation biophysique des sols Corine Land Cover (CLC), est marquée par l'importance des territoires agricoles (67,4 % en 2018), une proportion identique à celle de 1990 (67,4 %). La répartition détaillée en 2018 est la suivante : prairies (34,5 %), forêts (32,6 %), terres arables (27,3 %), zones agricoles hétérogènes (5,6 %). L'évolution de l’occupation des sols de la commune et de ses infrastructures peut être observée sur les différentes représentations cartographiques du territoire : la carte de Cassini (XVIIIe siècle), la carte d'état-major (1820-1866) et les cartes ou photos aériennes de l'IGN pour la période actuelle (1950 à aujourd'hui).

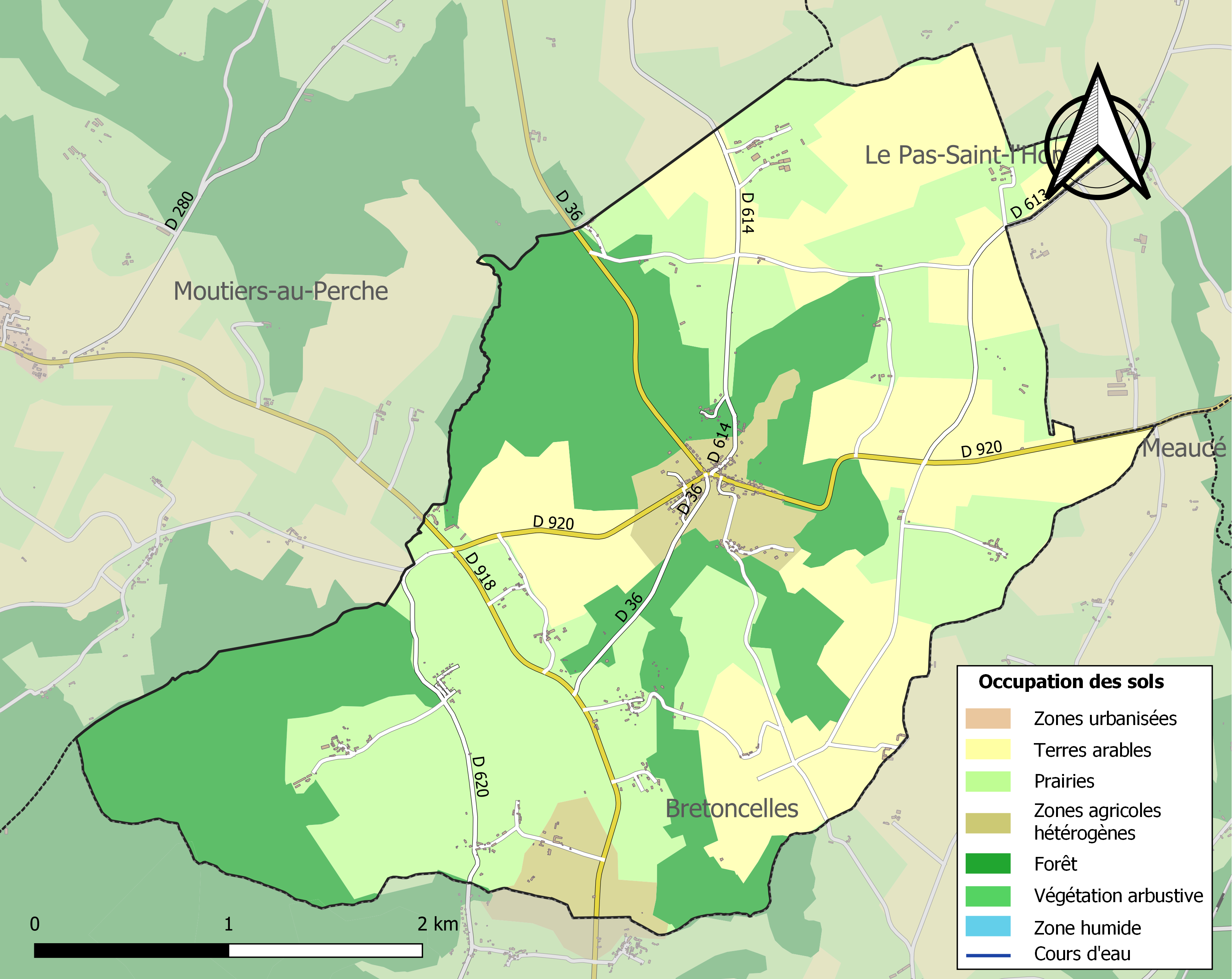
Carte des infrastructures et de l'occupation des sols de la commune en 2018 (CLC).

## Toponymie
Une partie des toponymes La Madeleine a pour origine une dédicace à Marie de Magdala, disciple de Jésus, désignée comme le premier témoin de la Résurrection. Les autres rappellent la  présence d'une ancienne léproserie (ou maladrerie), sainte Marie-Madeleine étant la protectrice des lépreux. La Madeleine est un hagiotoponyme caché.
Bouvet serait un patronyme : « Sainte-Madeleine où habite la famille Bouvet ».
Le gentilé est Magdalénois.

## Histoire

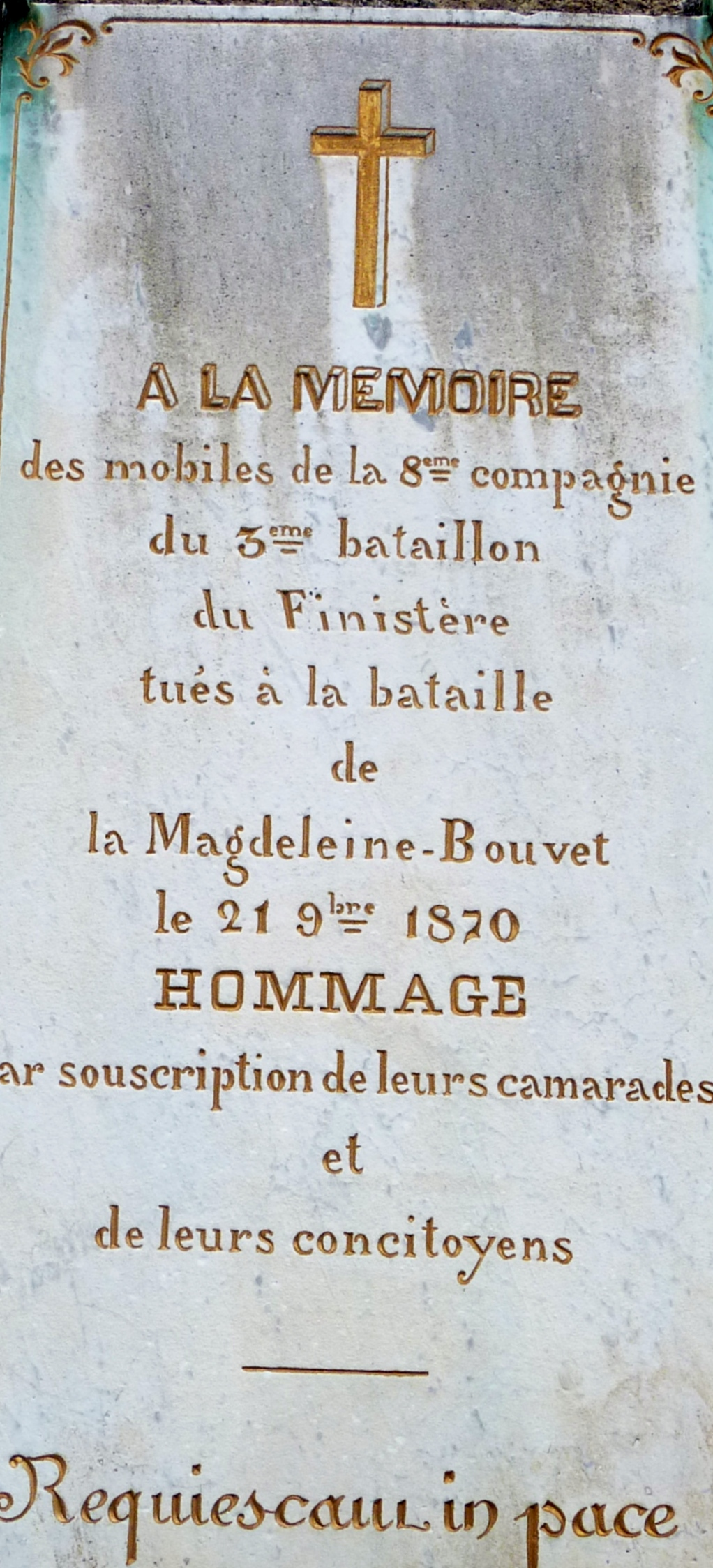
Panneau d'hommage aux morts de la bataille de La Madeleine-Bouvet le 21 novembre 1870 (église paroissiale Saint-Joseph de Pont-Aven).

Le 21 novembre 1870, durant la guerre franco-allemande, eurent lieu les combats de la Fourche, de la Madeleine et de Bretoncelles où furent engagés le 49e régiment provisoire formé de la garde nationale mobile de l'Orne, le bataillon Finistère-Morbihan de la garde nationale mobile, composé de cinq compagnies de marche du Finistère et de deux compagnies de marche du Morbihan, du 9e bataillon de marche d'infanterie de marine composé de quatre compagnies de marche du 1er régiment d'infanterie de marine et du 10e bataillon de marche d'infanterie de marine composé de quatre autres compagnies de marche du 1er régiment d'infanterie de marine.

## Politique et administration
| Période                                  | Période   | Identité          | Étiquette | Qualité     |
| ---------------------------------------- | --------- | ----------------- | --------- | ----------- |
| 1971                                     | mars 2001 | Jean Bizot        | SE        | Agriculteur |
| mars 2001                                | En cours  | Christophe Guiard | SE        | Minotier    |
| Les données manquantes sont à compléter. |           |                   |           |             |

Le conseil municipal est composé de onze membres dont le maire et deux adjoints.

## Démographie
L'évolution du nombre d'habitants est connue à travers les recensements de la population effectués dans la commune depuis 1793. Pour les communes de moins de 10 000 habitants, une enquête de recensement portant sur toute la population est réalisée tous les cinq ans, les populations de référence des années intermédiaires étant quant à elles estimées par interpolation ou extrapolation. Pour la commune, le premier recensement exhaustif entrant dans le cadre du nouveau dispositif a été réalisé en 2004.
En 2022, la commune comptait 416 habitants, en évolution de +2,46 % par rapport à 2016 (Orne : −3,21 %, France hors Mayotte : +2,11 %).
La Madeleine-Bouvet a compté jusqu'à 898 habitants en 1841.
| 1793 | 1800 | 1806 | 1821 | 1836 | 1841 | 1846 | 1851 | 1856 |
| ---- | ---- | ---- | ---- | ---- | ---- | ---- | ---- | ---- |
| 728  | 754  | 829  | 832  | 862  | 898  | 870  | 885  | 897  |

| 1861 | 1866 | 1872 | 1876 | 1881 | 1886 | 1891 | 1896 | 1901 |
| ---- | ---- | ---- | ---- | ---- | ---- | ---- | ---- | ---- |
| 810  | 788  | 711  | 668  | 620  | 578  | 542  | 484  | 469  |

| 1906 | 1911 | 1921 | 1926 | 1931 | 1936 | 1946 | 1954 | 1962 |
| ---- | ---- | ---- | ---- | ---- | ---- | ---- | ---- | ---- |
| 452  | 437  | 415  | 415  | 380  | 373  | 343  | 326  | 310  |

| 1968 | 1975 | 1982 | 1990 | 1999 | 2004 | 2006 | 2009 | 2014 |
| ---- | ---- | ---- | ---- | ---- | ---- | ---- | ---- | ---- |
| 292  | 280  | 260  | 356  | 371  | 381  | 377  | 410  | 404  |

| 2019 | 2022 | - | - | - | - | - | - | - |
| ---- | ---- | - | - | - | - | - | - | - |
| 411  | 416  | - | - | - | - | - | - | - |

## Lieux et monuments
- Église Sainte-Madeleine du XVIe siècle abritant un retable du XVIIIe avec maître-autel, statues et tableau, l'ensemble étant classé au titre objet aux monuments historiques[30].
- La grotte de Sainte Marie-Madeleine, cette grotte mentionnée dès le XVIe siècle, elle abrite sainte Marie-Madeleine, allongée comme durant sa pénitence dans la grotte de la Sainte-Baume, accoudée sur le flanc, cheveux détachés, un crucifix dans la main gauche, un crâne près d’elle et la bible à ses pieds. Le drap bleu qui la recouvre représente la divinité ; la couleur rouge évoque les notions de pêché et de repentir.
- Le pont Chartrain, pont à quatre arches du XVIIe siècle, un des plus anciens ouvrages d’art de l’Orne, à la confluence de la Corbionne et du ruisseau de la Coignardière. Il est situé sur la route du Libérot, ancienne route royale au tracé tortueux établie sur l’axe Paris-Nantes.
- Château de Saussay du XIXe siècle.
- Vestiges d'une motte féodale dans la forêt de Saussay[31], sur la rive droite de la Corbionne, à peu de distance de Bretoncelles[32].

## Activité et manifestations
- Étang communal : pêche.